# Isosecuriflustra thysanica
Isosecuriflustra thysanica is een mosdiertjessoort uit de familie van de Flustridae. De wetenschappelijke naam van de soort is voor het eerst geldig gepubliceerd in 1972 door Moyano.